# Турнікет

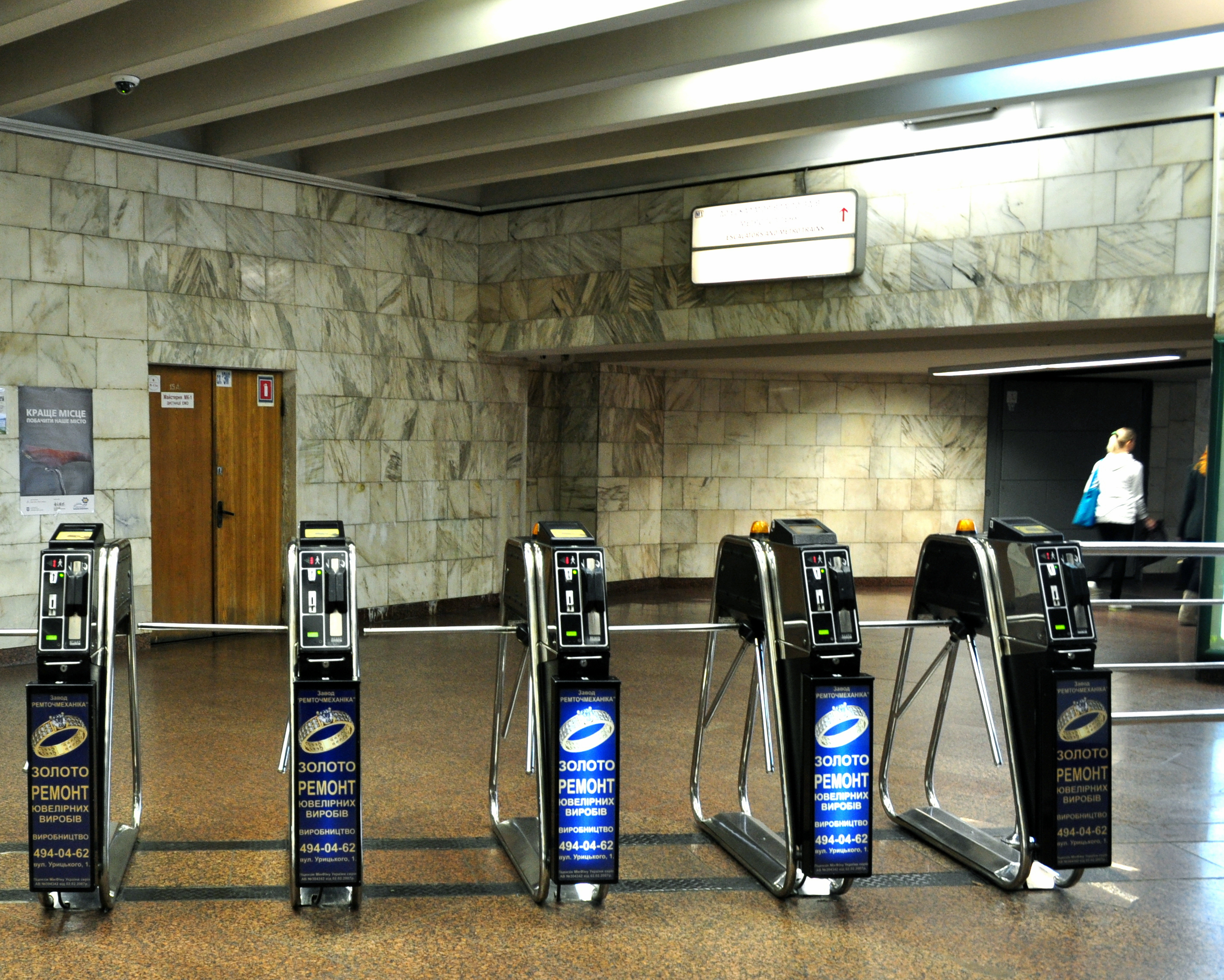
Турнікет

Турніке́т (фр. tourniquet — «млинок», «вітрячок», «вертушка») — пристрій, призначений для обмеження проходу людей у випадку, коли необхідна перевірка права входу і виходу для кожної людини. Основне завдання турнікету — створити фізичну перешкоду перед людиною, до її авторизації, яка може здійснюватися за допомогою механізмів або електронних пристроїв, або до прийняття рішення співробітником, відповідальним за пропуск на територію. Турнікет належить до класу систем контролю та управління доступом.

## Різновиди
Основні типи турнікетів:
- Триподи (звичайні та тумбові)
- Роторні (полуростовий і повноростові)
- Стулчасті (сенсорні бар'єри)

Іноді турнікети утворюють шлюз. Шлюз дозволяє блокувати порушника до з'ясування обставин. Шлюзові турнікети повинні обладнуватися засобами механічного розблокування шлюзу в аварійних ситуаціях.
За принципом функціонування турнікети можна розділити на дві групи. Перші постійно знаходяться у відкритому стані, але закриваються при спробі несанкціонованого або неоплаченого проходу. Другі, навпаки, блокують прохід і відкриваються після оплати для проходу однієї людини.